# Arthur Hotaling
Arthur Hotaling (New York, 3 februari 1873 - Californië, 13 juli 1938) was een Amerikaans filmregisseur, producer en schrijver. Hij regisseerde 113 films tussen 1910 en 1928, waaronder de in 1914 gemaakte film Outwitting Dad, die het filmdebuut van Oliver Hardy betekende.
Hotaling was getrouwd met actrice Mae Hotely. Hij stierf in 1938 op 65-jarige leeftijd aan een hartaanval.

## Een selectie van Hotalings films
Als regisseur:
- Outwitting Dad (1914)
- He Won a Ranch (1914)
- The Particular Cowboys (1914)
- For Two Pins (1914)
- She Was the Other (1914)
- The Servant Girl's Legacy (1914)
- The Twin Sister (1915)
- A Lucky Strike (1915)
- Matilda's Legacy (1915)

Als acteur:
- The Little Wild Girl (1928)